# Matopo plurilineata
Matopo plurilineata är en fjärilsart som beskrevs av Emilio Berio 1955. Matopo plurilineata ingår i släktet Matopo och familjen nattflyn. Inga underarter finns listade i Catalogue of Life.